# Ernest Henry Wilson
Ernest Henry Wilson (15 de fevereiro de 1876 Chipping Campden, Gloucestershire - 15 de Outubro de 1930) conhecido no meio científico como E. H. Wilson foi um notável botânico, coletor de plantas e explorador inglês.
Foi o responsável por identificar de cerca de 2 000 espécies de plantas da Ásia, cerca de setenta delas receberam o seu nome.

## Trabalhos publicados
- 1917 Plantae Wilsonianae; an enumeration of the woody plants collected in western China for the Arnold Arboretum of Harvard university during the years 1907, 1908, and 1910, by E. H. Wilson, ed. by Charles Sprague Sargent
- 1912 Vegetation in western China : a series of 500 photographs with index
- 1913 Naturalist in western China, with vasculum, câmera, and gun; being some account of eleven years' travel, exploration, and observation in the more remote parts of the Flowery Kingdom
- 1916 Conifers and taxads of Japan
- 1916 History and botanical relationships of the modern rose, compiled by Ernest H. Wilson and Fred A. Wilson
- 1917 Aristocrats of the garden
- 1920 Romance of our trees
- 1921 Monograph of azaleas : Rhododendron subgenus Anthodendron, by Ernest Henry Wilson and Alfred Rehder
- 1925 America's greatest garden; the Arnold Arboretum
- 1925 Lilies of eastern Asia; a monograph
- 1927 Plant hunting
- 1928 More aristocrats of the garden
- 1929 China, mother of gardens
- 1930 Aristocrats of the trees
- 1931 If I Were to Make a Garden